# DebugMode Wink
Orodje DebugMode Wink, ki ga običajno imenujemo kar Wink,  je orodje za pripravo vodičev za pripravo demonstracij delovanja različnih računalniških programov. Je prosto dostopen program. Mogoče ga je uporabljati na vseh operacijskih sistemih Microsoft Windows,  ter na vseh distribucijah operacijskega sistema Linux. Slovenske različice ni.